# Mošćenica
Mošćenica is een plaats in de gemeente Petrinja in de Kroatische provincie Sisak-Moslavina. De plaats telt 2.348 inwoners (2001).